# Gisèle Pineau

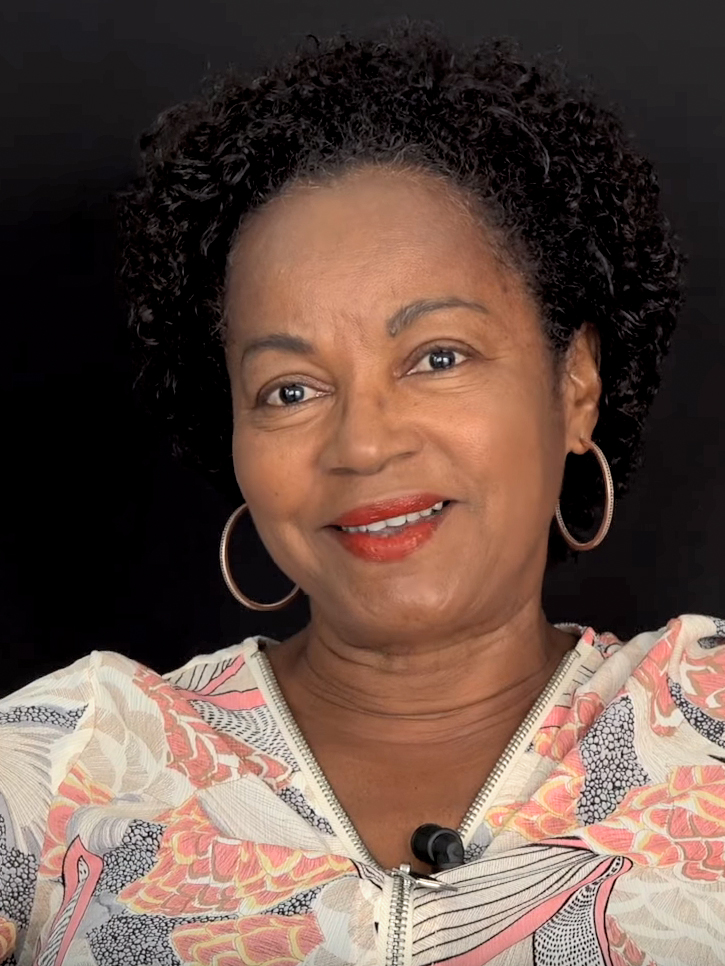
Gisèle Pineau (2018)

Gisèle Pineau (* 18. Mai 1956 in Paris) ist eine französische Schriftstellerin.

## Leben

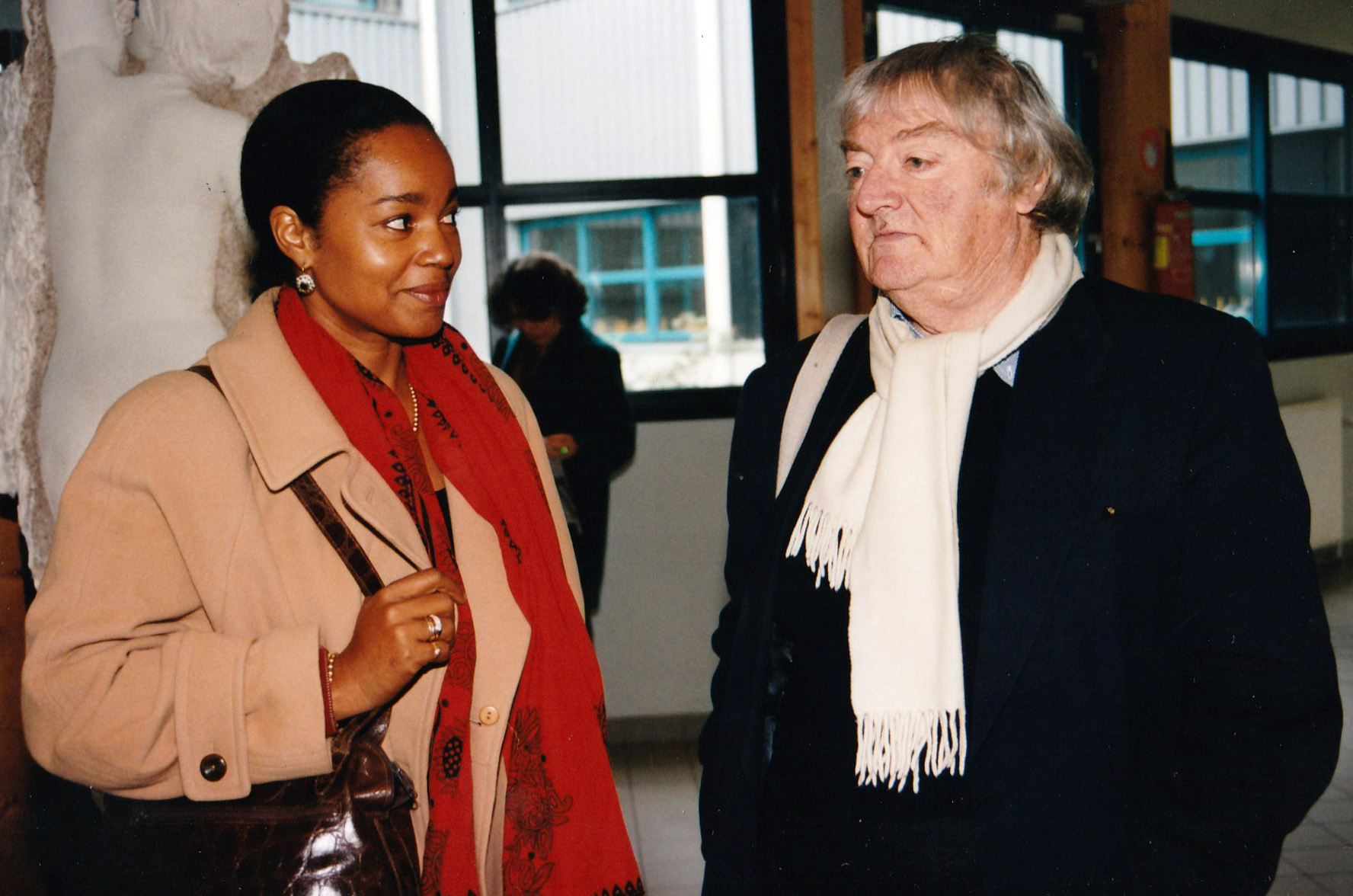
Gisèle Pineau und Jacques Lacarrière beim Festival international de géographie 1998

Gisèle Pineau wurde am 18. Mai 1956 in Paris als Kind guadeloupischer Eltern geboren. Ihr Vater war durch seine Tätigkeit beim Militär an verschiedenen Orten stationiert, so dass sie Teile ihrer Kindheit in Guadeloupe, Kongo, Martinique, aber hauptsächlich in Paris verbrachte. Dort wurde sie bereits in der Schule mit Rassismus konfrontiert, wodurch sie mit ihrer Identität als Schwarze in einer fast ausschließlich weißen Gesellschaft zu kämpfen hatte, was sie später auch zum Thema ihrer Bücher machte. Ihre Großmutter Man-Ya lebte zeitweilig mit der Familie in Paris und brachte ihr die Tradition ihrer kulturellen Herkunft, der Region Guadeloupe in den Kleinen Antillen, nahe, was ihr half, eine eigene Identität zu finden, und ihre Texte stark beeinflusste. Ihre Familie kehrte mit ihr 1970 auf die Antillen zurück.
Danach studierte Gisèle Pineau bis 1979 in Paris und kehrte als Krankenschwester in das Psychiatriekrankenhaus von Saint-Claude in Guadeloupe zurück. Sie erzählt von ihren Erfahrungen in diesem Beruf in Folie, aller simple (2010).
Gisèle Pineau kam 2000 mit ihrer Familie wieder nach Paris zurück und lebt heute in Marie-Galante.

### Wichtigste Veröffentlichungen
Ihre bekanntesten Werke sind La Grande Drive des esprits (1993), wofür sie „Le grand prix des lectrices du magazine Elle“ 1994 und „Le prix Carbet de la Caraïbe“ bekam, und LʼExil selon Julia, worin sie die Geschichte ihrer Großmutter erzählt.

## Veröffentlichungen

### Kinderbücher
- 1992: Un papillon dans la cité, Roman, ISBN 978-2-84280-174-8 (dt.: Ein Schmetterling in der Vorstadt, ISBN 978-3-423-70705-3)
- 1999: Caraïbes sur Seine, Roman. Prix roman Jeunesse Maurice 2001, ISBN 978-2-906067-52-3
- 2007: C'est la règle, Roman, ISBN 978-2-84420-165-2
- 2008: Les Colères du volcan, Märchen, ISBN 978-2-915258-04-2
- 2010: L’Odyssée d’Alizée, Roman, ISBN 978-2-84420-839-2

### Romane und Erzählungen
- 1993: La Grande Drive des esprits, Roman. Grand Prix des lectrices du magazine ELLE und Prix Carbet de la Caraïbe, ISBN 978-2-84876-591-4 (dt.: Die lange Irrfahrt der Geister. Roman aus Guadeloupe, ISBN 978-3-87294-641-6)
- 1994: Tourment d'amour, kurze Geschichte in Écrire la Parole de nuit, la nouvelle littéraire antillaise (Versammlung), ISBN 978-2-07-032832-1
- 1995: L'Espérance-Macadam, Roman. Prix RFO, ISBN 978-2-234-04507-1 (dt.: Die Frau, die den Himmel aufspannt, ISBN 978-3-87294-806-9)
- 1996: L'Exil selon Julia, Roman. Prix Terre de France und Prix Rotary, ISBN 978-2-253-14799-2
- 1998: L'Âme prêtée aux oiseaux, Roman, ISBN 978-2-84876-496-2
- 1998: Le cyclone Marilyn, roman, mit Béatrice Favereau geschrieben, ISBN 978-2-84455-035-4
- 2001: Case Mensonge, Roman, ISBN 978-2-37311-134-7
- 2002: Chair piment, Roman, ISBN 978-2-07-031548-2
- 2004: Fichues racines, kurze Geschichte in der Versammlung Paradis Brisé - Nouvelles des Caraïbes, Collection Étonnants Voyageurs, ISBN 978-2-84230-200-9
- 2007: Fleur de barbarie, Roman, ISBN 978-2-07-034333-1
- 2007: Mes quatre femmes, Erzählung, ISBN 978-2-84876-853-3
- 2008: Morne Câpresse, Roman, ISBN 978-2-07-040254-0
- 2009: Nouvelles de Guadeloupe, mit Fortuné Chalumeau, Simone Schwarz-Bart und Ernest Pépin, Versammlung von kurzen Geschichten, ISBN 978-2-35074-145-1
- 2012: Cent vies et des poussières, Roman, ISBN 978-2-7152-2951-8
- 2015: Les Voyages de Merry Sisal, Roman, ISBN 978-2-37311-078-4
- 2016: L’Âme prêtée aux oiseaux, Roman  ISBN 9782848764962
- 2018: Le Parfum des sirènes, Roman  ISBN 9782715244764
- 2020: Ady, soleil noir, Roman vom Adrienne Fedelins leben inspiriert  ISBN 9782848768090

### Aufsätze
- 1998: Femmes des Antilles: traces et voix: cent cinquante ans après l'abolition de l'esclavage, Geschichte und Biographie, mit Marie R. Abraham geschrieben, ISBN 978-2-234-04956-7
- 2010: Folie, aller simple: Journée ordinaire d'une infirmière, Aussage. Prix Carbet des lycéens 2011, ISBN 978-2-84876-391-0